# Jbel Saghro

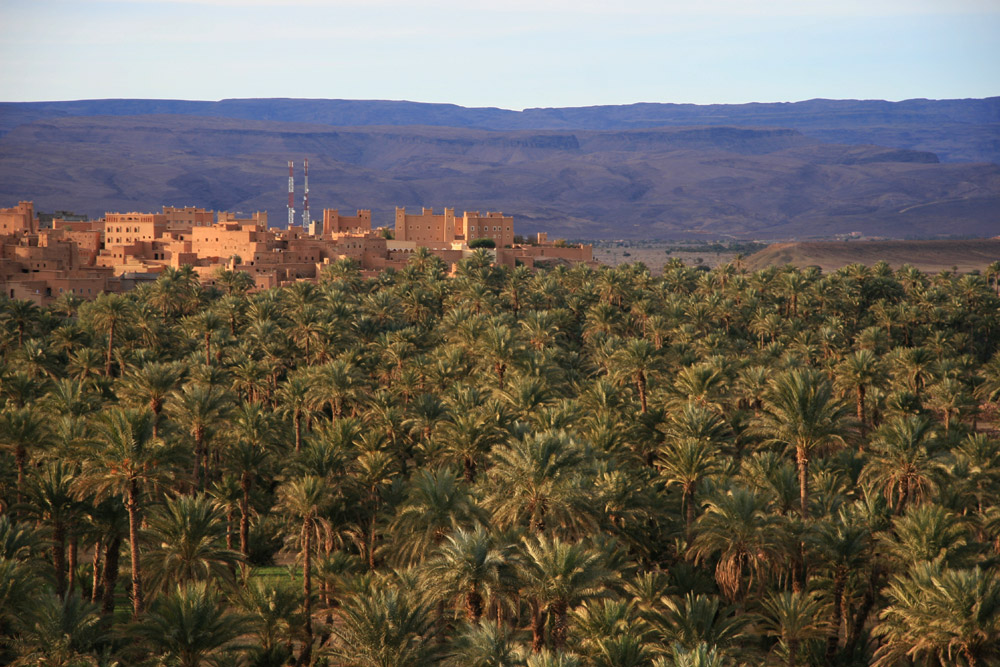
Casbás e palmeiral de N'Kob, no sopé do Jbel Saghro

O Jbel ou Monte Saghro ou Sarhro (em árabe: جبل صغرو) é uma das montanhas mais altas (com 2 712 m) da cordilheira do Antiatlas, no sul de Marrocos. Situa-se na parte oriental dessa cordilheira, a menos de 100 km a sul do maciço do Alto Atlas, dominando os vales do Drá e do Dadès. Faz parte da região administrativa de Souss-Massa-Drâa.
A região recebe alguns turistas, sobretudo para caminhadas e paseios todo-o-terreno.

## Geografia
A paisagem é de tipo quase lunar, com planaltos, "florestas de cumes", grandes espaços abertos e áridos. Nesse caos de rochas negras, as aldeias rareiam e reduzem-se a conjuntos de pequenas  casas rodeadas de uma pequena mancha de palmeiras ou amendoeiras.
A travessia da montanha é feita por três passos de montanha usadas por pistas de trânsito difícil com vistas espetaculares: o de Tazarerte (2 283 m), o de Kouaouch (2 592 m) e o de Tagmout (1 919 m).

## Clima
A zona do Jbel Saghro é ainda mais árida do que o resto do Antiatlas, por não benificiar da humidde marítima que as partes ocidentais da cordilheira recebem devido à proximidade do Oceano Atlântico. As precipitações anuais não ultrapassam os 100 mm a sul e os 300 mm nos cumes.

## População
A região, de difícil acesso e rural por excelência, tem cerca de 68 000 habitantes. A maior parte das aldeias são minúsculas e há apenas duas localidades com dimensão apreciável, situados no principal eixo rodoviário: N'Kob e Tazzarine, que são duas aldeias de pedra e taipa de barro seco. A agricultura só é possível graças a engenhosos sistemas de rega tradicionais que permitem o cultivo de trigo, cevada, legumes, amendoeiras, nogueiras e alguns pessegueiros.
A região é habitada pela tribo berbere Aït Atta (ou Hatta), tradicionalmente pastores de cabras e ovelhas semi-nómadas que mudam de pastagem uma ou duas vezes por mês praticando a transumância, sobretudo no verão, quando as terras minerais se transformam num deserto escaldante, deslocando-se para norte para norte com as suas khaïma (ou haimas), tendas nómadas tradicionais feitas com faixas estreitas de pêlos de cabra.

## História
Charles de Foucauld foi um dos primeiros viajantes ocidentais a explorar a região, que referiu na sua obra Reconnaissance au Maroc, publicada em 1888 em Paris. em 1933 a área foi palco de alguns dos combates mais acesos da guerra franco-marroquina, quando tropas francesas aliadas às do sultão de Marrocos enfrentaram a resistência feroz das tribos Aït Atta chefiadas pelo xeque Hassou Ba Salem (Assou Oubasslam). O capitão Henry de Bournazel, um dos protagonistas mais célebres dessa guerra, foi morto no Jbel Saghro quando combatia os berberes.